# Johannes Schornstein (Verwaltungsbeamter)
Johannes Schornstein (* 23. März 1909 in Trier; † 30. Januar 1976 in Bonn-Bad Godesberg) war ein deutscher Verwaltungsbeamter, der unter anderem zwischen 1965 und 1969 Beamteter Staatssekretär im Bundesministerium für Wohnungswesen und Städtebau war.

## Leben

### Studium und Ministerialbeamter
Johannes Schornstein absolvierte nach dem Besuch des Gymnasiums ein Studium der Rechtswissenschaften an der Friedrich-Wilhelms-Universität zu Berlin, Universität von Paris und Rheinischen Friedrich-Wilhelms-Universität Bonn. 1933 schloss er seine Promotion zum Dr. jur. sowie 1934 die Zweite juristische Staatsprüfung ab. 1937 trat er in das Reichswirtschaftsministerium ein und war zunächst Hilfsreferent sowie zuletzt Referent, ehe er von 1943 bis 1945 Referent im Reichsministerium für Rüstung und Kriegsproduktion war.
Nach dem Ende des Zweiten Weltkrieges wurde Schornstein 1946 ins Wirtschaftsministerium des Landes Nordrhein-Westfalen übernommen und fungierte dort erst als Referent sowie zuletzt bis 1947 als Leiter einer Abteilung. Im Anschluss war er zwischen 1947 und 1949 Referent der Landesvertretung von Nordrhein-Westfalen im Länderrat des Vereinigten Wirtschaftsgebietes in Frankfurt am Main. 1950 wurde er Mitglied der CDU und trat zugleich ins Bundesministerium für Wohnungsbau ein, wo er bis 1952 zunächst Leiter des Referats 1 für Generalplanung und grundsätzliche Fragen der Wohnraumerfassung und Unterbringung im Sonderreferat Ausbau Bonn und Bundeszone war. Im Anschluss fungierte er zwischen 1952 und 1956 als Ministerialdirigent Leiter der Abteilung III (Beamtenwohnungsfürsorge, Sonderbauprogramme, Bauwirtschaftliche Koordinierung der öffentlichen und privaten Baumaßnahmen im Bundesgebiet). 1958 wurden im Zusammenhang mit Baumaßnahmen für das Grenzschutzkommando Nord Umstände zu Unregelmäßigkeiten und Vorteilsnahmen während seines dortigen Besuchs 1955 bekannt, die zu Ermittlungen gegen den Kommandeur Generalmajor Herbert Giese führten.
Als Ministerialdirektor war Schornstein daraufhin von 1957 bis 1965 als Leiter der Abteilung I (Wohnungs- und Siedlungswesen, Wohnungswirtschaft) im Bundesministerium für Wohnungsbau, das 1961 in Bundesministerium für Wohnungswesen, Städtebau und Raumordnung umbenannt wurde. Er war als solcher auch Vorsitzender des Aufsichtsrates des bundeseigene Wohnungsunternehmens Frankfurter Siedlungsgesellschaft mbH (FSG), in dessen Häusern vorwiegend Beamte und Angestellte des öffentlichen Dienstes wohnten. Diese musste nach einer hitzigen Auseinandersetzung im Bonner Wohnungsbauministerium  am 1. August 1960 eine Mieterhöhung wieder zurücknehmen und kündigte eine neuerliche, diesmal formgerechte Erklärung und einen neuen Termin für die Mieterhöhung an. Die am 1. August zu viel bezahlten Mietbeträge wurden zurückerstattet, die Einbuße ging zu Lasten der Steuerzahler.
Er formulierte im April 1961 für den damaligen Bundesminister für Wohnungswesen, Städtebau und Raumordnung Paul Lücke (CDU) einen stark kritisierten Vier-Paragraphen-Entwurf, der zugunsten des Eigenheim- und Wohnungsbaus alle Bauvorhaben der Wirtschaft und der Öffentlichen Hand um vier Monate hinausschieben wollte. Die einhellige Ablehnung seiner dirigistischen Pläne hatten den Bundeswohnungsbauminister veranlasst, seinen Vorschlag zwar nicht aufzugeben, ihn aber bis nach den Bundestagswahlen am 17. September 1961 zurückzustellen.

### Staatssekretär 1965 bis 1969
1965 wurde Johannes Schornstein als Nachfolger von Werner Ernst Beamteter Staatssekretär im Bundesministerium für Wohnungswesen und Städtebau.
Nach dem Regierungswechsel im Spätherbst 1966 wurde er auch vom neuen Bundesminister für Wohnungswesen und Städtebau Lauritz Lauritzen (SPD), der ihm demonstrativ sein „volles Vertrauen“ aussprach, im Amt bestätigt. Der damalige FDP-Bundestagsabgeordnete Wolfram Dorn witzelte daraufhin in Anspielung auf den parteiinternen Spitznamen „der schwarze Johannes“ und den Familiennamen: „Schornstein heißt: innen schwarz und außen rot.“
Über die Debatte zum Städtebauförderungsgesetz sagte er im August 1968, dass dieses in „das bislang eifersüchtig gehütete Recht auf Bodenspekulation eingreift, das einigen zehntausend Bundesbürgern nach dem Krieg zu Milliarden-Gewinnen verholfen hat“. Doch nur mit solchen Zwangsmitteln können nach seiner Ansicht überall in Westdeutschland „unhygienische, sozusagen polizeiwidrige Wohn- und Arbeitsstätten“ geschleift werden.
Mit dem Regierungswechsel im September 1969 und der Bildung der sozialliberalen Koalition wurde er in den einstweiligen Ruhestand versetzt, woraufhin Louis Storck im Oktober 1969 seine Nachfolge antrat. 1971 trat er wegen der Wahl von Rainer Barzel zum Parteivorsitzenden aus der CDU aus.

## Veröffentlichung
- Warum brauchen wir ein Städtebauförderungsgesetz? Vortrag, Mitautor Lorenz Mainczyk, Deutscher Verband für Wohnungswesen, Städtebau und Raumordnung, 1968